# Thallomys
Thallomys là một chi động vật có vú trong họ Muridae, bộ Gặm nhấm. Chi này được Thomas miêu tả năm 1920. Loài điển hình của chi này là Mus nigricauda Thomas, 1882.

## Hình ảnh

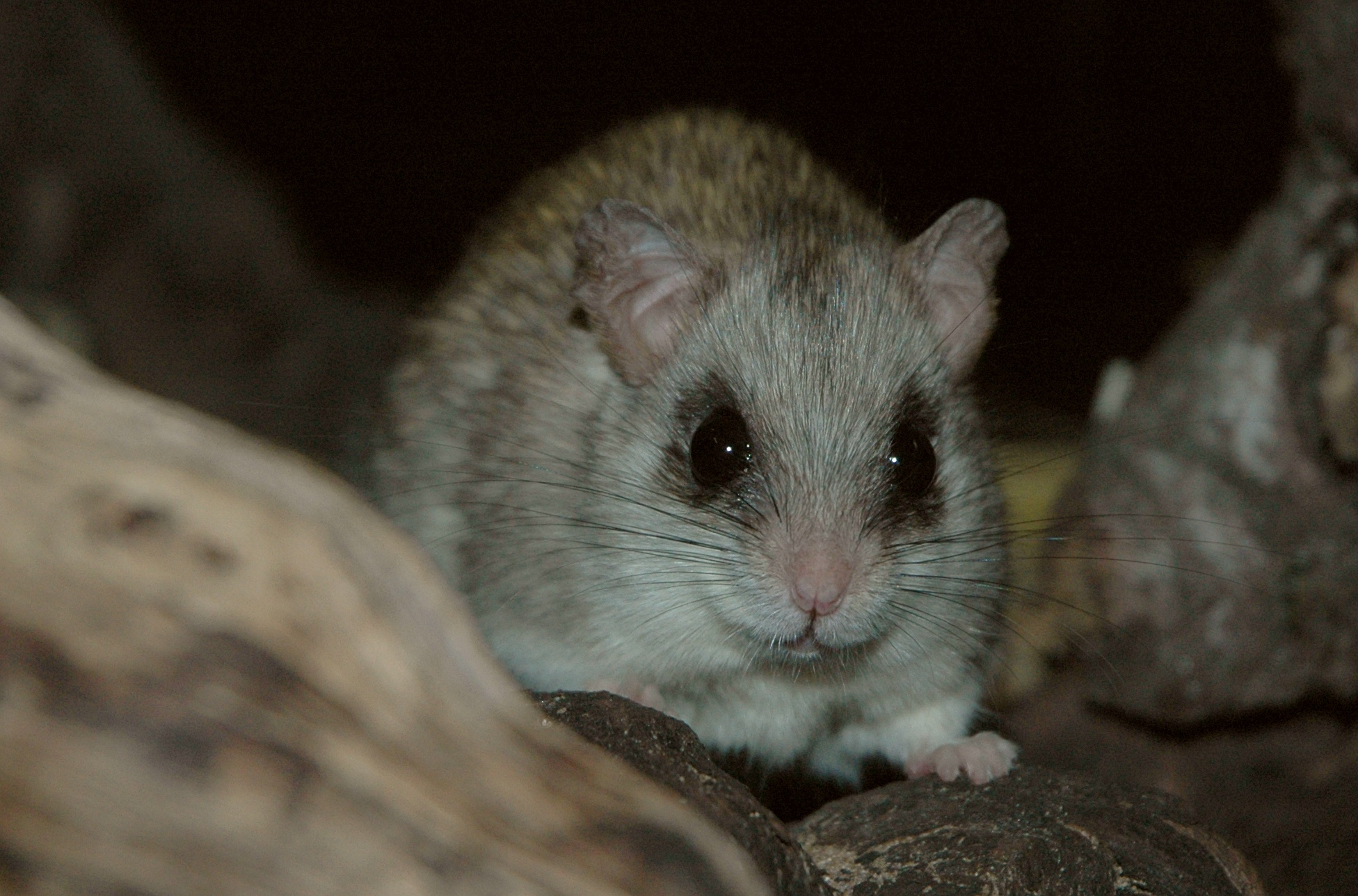

## Các loài
Chi này gồm các loài: